# Гуринівка (Сумський район)
Гурині́вка — село в Україні, у Білопільській міській громаді Сумського району Сумської області. Населення становить 396 особи. До 2020 орган місцевого самоврядування — Гуринівська сільська рада.

## Географія
Село Гуринівка розташоване на відстані 2 км від місця впадіння річки Павлівка в річку Крига. На відстані 1 км розташовані села Бубликове, Кандибине та Василівщина.

## Назва
На території України 3 населених пункти із назвою Гуринівка.

## Історія
1773 — дата заснування.
За даними на 1864 рік на власницькому хуторі Гуринів Прорубської волості Сумського повіту Харківської губернії мешкало 110 осіб (57 чоловічої статі та 53 — жіночої), налічувалось 16 дворових господарств.
Село постраждало внаслідок геноциду українського народу, проведеного урядом СССР 1923—1933 та 1946–1947 роках.
12 червня 2020 року, відповідно до розпорядження Кабінету Міністрів України № 723-р «Про визначення адміністративних центрів та затвердження територій територіальних громад Сумської області», село увійшло до складу Білопільської міської громади.
19 липня 2020 року, в результаті адміністративно-територіальної реформи та ліквідації Білопільського району, село увійшло до складу новоутвореного Сумського району.

## Економіка
- Об'єднання фермерських господарств «Черемшина».

## Соціальна сфера
- Школа І-ІІ ст.